# Estação Manguinhos
Manguinhos é uma estação ferroviária  metropolitana do Rio de Janeiro. Está localizada no bairro de mesmo nome. Seu grande diferencial é o fato de ser a única estação suspensa dos trens da SuperVia.

## História
A estação foi inaugurada em 1886 na Estrada de Ferro do Norte, recebendo inicialmente o nome de Amorim, e, mais tarde, Carlos Chagas. Em 1956, a via férrea próxima à Estação Carlos Chagas sofreu uma sabotagem, que provocaria um sério descarrilamento, e só foi evitado graças a uma denúncia.
Em 1960, já apresentava a denominação atual.
Com o tempo, devido ao próprio processo de favelização do bairro de Manguinhos, a estação tornou-se degradada, com usuários de crack circulando na área de seu entorno.
A partir de 2008, foram feitas obras do Programa de Aceleração do Crescimento para levantar a via férrea ao longo do bairro de Manguinhos, tornando a estação suspensa. A nova estação foi concluída no segundo semestre de 2012. Em seu entorno, foi inaugurada uma área de lazer de 28 mil metros quadrados. O principal objetivo da obra foi realizar a integração da comunidade, que antes encontrava na via férrea uma barreira física, que dificultava o trânsito de pessoas entre um lado e outro.

## Plataformas
Plataforma 1A: Sentidos Gramacho

Plataforma 1B: Sentido Central do Brasil